# Chiến lược tìm và diệt

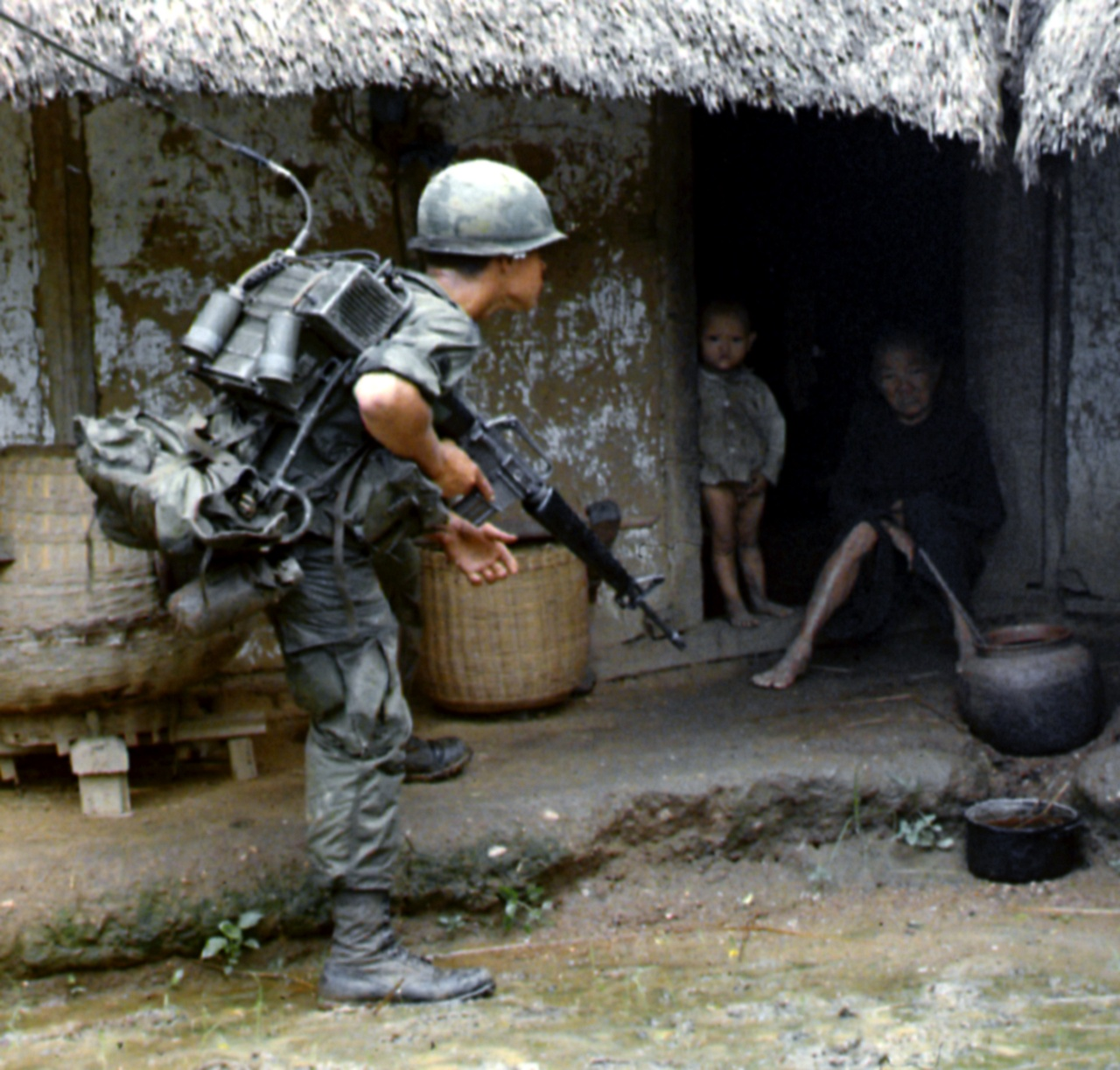
Binh sĩ Hoa Kỳ thuộc lực lượng Không Kỵ đang truy lùng Việt Cộng ở một ngôi làng tại Tây Nguyên

Chiến lược tìm và diệt (dịch từ tiếng Anh: Search/Seek and destroy) hay lùng và diệt (cách gọi của Việt Nam Cộng hòa) là một chiến lược quân sự đã trở thành một phần của Chiến tranh Việt Nam. Nội dung của chiến lược này là đưa những lực lượng mặt đất tiến nhập vào lãnh thổ thù địch để tiêu diệt những lực lượng đối phương rồi sau đó nhanh chóng rút lui, chiến lược này dường như là rất phù hợp khi đối phó với chiến tranh du kích trong rừng rậm. Một chiến lược phổ thông hơn và bổ sung cho chiến lược tìm diệt là "bình định" – chiến lược bao gồm tấn công vị trí đối phương, chiếm giữ, củng cố và bảo vệ triệt để.
Các nhiệm vụ tìm diệt bao gồm gửi một toán lính từ căn cứ, tiến vào rừng, tiêu diệt đối thủ. Phần lớn thời gian, nhiệm vụ tìm diệt là ẩn nấp trong vị trí thích hợp, phục kích trong bụi rậm gần các con đường mòn có nghi vấn.
Nhiệm vụ phục kích thông thường là đặt mìn Claymore, sử dụng vũ khí cá nhân, súng cối và có thể kêu gọi pháo binh hỗ trợ bằng radio.
Từ năm 1966, quân đội Mỹ bắt đầu các chiến dịch tìm diệt những đơn vị Quân đội Nhân dân Việt Nam và Quân Giải phóng Miền Nam.
Trong hai năm 1966 và 1967, Quân đội Mỹ và Việt Nam Cộng hòa tổ chức ba chiến dịch tìm diệt quy mô lớn là: 
- Chiến dịch Cedar Falls – đánh vào khu tam giác sắt Củ Chi, nơi có hệ thống địa đạo, được phía Mặt trận Dân tộc Giải phóng miền Nam Việt Nam dùng làm bàn đạp thâm nhập Sài Gòn;
- Chiến dịch Attleboro – đánh vào chiến khu Dương Minh Châu; và
- Chiến dịch Junction City – đánh vào chiến khu C của Mặt trận Dân tộc Giải phóng miền Nam Việt Nam.

Quân Mỹ và đồng minh mở các "chiến dịch tìm-diệt" để truy lùng và tiêu diệt các đơn vị quân Giải phóng, nhưng chẳng thấy đối phương đâu trong khi bất cứ lúc nào họ cũng có thể bị tấn công. Các chiến dịch tìm diệt thường gây thương vong cho dân thường vì nhầm lẫn người dân là quân Giải phóng, thậm chí gây ra các vụ thảm sát thường dân tại các khu vực quân Giải phóng thường hoạt động hoặc do người dân ở khu vực đó che giấu và cung cấp nhân lực, vật lực, tài chính cho quân Giải phóng.
Tuy nhiên, chiến lược này đã thất bại khi thương vong quá lớn, gây phẫn nộ trong dư luận Hoa Kỳ và quốc tế. Riêng trong 6 tháng đầu 1967, liên quân Hoa Kỳ-Việt Nam Cộng hòa mất 772 phi cơ.
Qua sự kiện Tết Mậu Thân, chiến lược tìm diệt tỏ ra chưa có hiệu quả cao trong việc làm suy yếu các lực lượng của Mặt trận Dân tộc Giải phóng miền Nam Việt Nam. Chiến lược này sau đó được thay thế bằng chính sách Việt Nam hóa chiến tranh.